# Donika Kastrioti
Donika Kastrioti (1428-1506) geboren als Andronika Arianiti-Muzaka Komnena, was een Albanese prinses uit het huis Arianiti en na haar huwelijk met Gjergj Kastrioti Skanderbeg vorstin van Albanië.

## Biografie

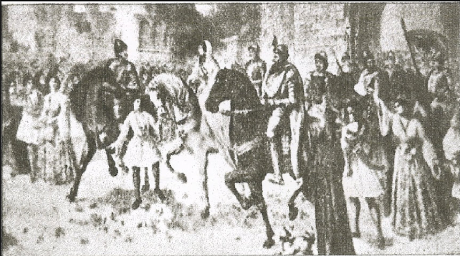
Het huwelijk van Skanderbeg en Donika.

Donika werd in 1428 geboren in Kaninë, een dorpje in het huidige Vlorë. Ze stamde af van de Albanese huis Arianiti. Haar vader Gjergj Arianiti was heerser van een vorstendom ten zuiden van Vlorë die het gebied vervolgens uitbreidde naar centraal-Albanië, tussen het huidige Librazhd en Elbasan. Haar moeder Maria Muzaka was afkomstig uit het huis Muzaka.
Op 21 april 1451 trouwde Donika met de vorst Gjergj Kastrioti, de latere Albanese volksheld. Haar zus Angjelina Arianiti trouwde met de Servische vorst Stefan Branković.
Gjon Kastrioti II, het enige kind van Skanderbeg en Donika, trouwde met Irena Branković, de dochter van Lazar Branković, despoot van Servië.

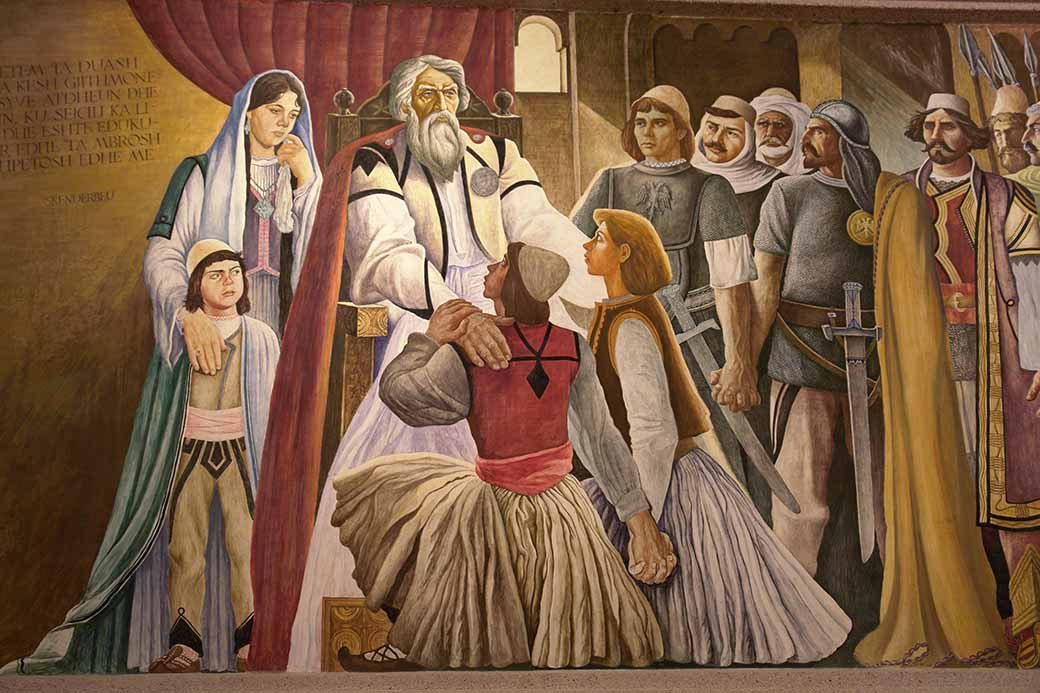
Donika (links) afgebeeld tijdens een familiebijeenkomst in het Kasteel van Krujë.

Donika overleed in 1506 in het Spaanse Valencia nadat ze na de Ottomaanse verovering van Albanië naar het Koninkrijk Napels was gevlucht.